# 하파엘 레앙
하파엘 알레샨드르 다 콘세이상 레앙(포르투갈어: Rafael Alexandre da Conceição Leão, 포르투갈어 발음: [ʁɐfɐˈɛl ˈljɐ̃w]; 1999년 6월 10일~)은 현재 이탈리아 세리에 A의 AC 밀란과 포르투갈 축구 국가대표팀에서 뛰고 있는 축구 선수로, 포지션은 왼쪽 윙어, 스트라이커이다.

## 클럽 경력

### AC 밀란

#### 22-23 시즌
2023년 6월 2일, 레앙은 AC 밀란과의 계약을 2028년 6월 30일까지 연장했다.

#### 23-24 시즌
2023년 7월 1일, 레앙은 밀란에서의 등번호를 17번에서 10번으로 변경했다. 기존의 등번호 10번의 주인은 레알 마드리드에서 밀란으로 임대를 온 브라힘 디아스였다.

## 국가대표 경력
- 2022 FIFA 월드컵
- 2024 UEFA 유로

## 통산 기록
| 클럽     | 시즌    | 출전 | 득점 | 도움 |
| -------- | ------- | ---- | ---- | ---- |
| 스포르팅 | 2017-18 | 4    | 1    | 1    |
| 릴       | 2018-19 | 26   | 8    | 3    |
| 밀란     | 2019-20 | 33   | 6    | 1    |
| 밀란     | 2020-21 | 40   | 7    | 6    |
| 밀란     | 2021-22 | 42   | 14   | 10   |
| 밀란     | 2022-23 | 48   | 16   | 11   |
| 밀란     | 2023-24 | 47   | 15   | 9    |
| 밀란     | 2024-25 | 50   | 12   | 11   |
| 합계     | 합계    | 302  | 86   | 52   |

## 수상 내역

#### 스포르팅
- 타사 다 리가 : 2017-18

#### 밀란
- 세리에 A : 2021-22
- 수페르코파 이탈리아나 : 2024

#### 포르투갈
- UEFA U-17 축구 선수권 대회 : 2016
- UEFA 네이션스리그 : 2024-25

### 개인
- AIC 세리에 A 올해의 선수 : 2022
- AIC 세리에 A 올해의 팀 : 2021-22, 2022-23, 2023-24
- 세리에 A MVP : 2021-22
- 세리에 A 도움왕 : 2023-24
- 세리에 이 달의 선수 3회
- 세리에 이 달의 득점 1회
- 세리에 역대 최단시간 득점 : 6.2초 (2020-21)